# オヨ
オヨ（Oyo）は、ナイジェリアのオヨ州の都市である。州都のイバダンから北に約50kmの距離に位置する。

## 歴史
1400年ごろにオヨ王国の首都として建設された旧オヨ（オヨ＝イレ）が北方にあり、18世紀ごろには全ヨルバを支配下に置き繁栄したが、内紛及びフラニ帝国やイロリンの攻撃を受け衰退し、1830年代にフラニ人により破壊され、現在は遺跡となっている。その後に作られた新オヨが、現在のオヨ市である。

## 住民
住民はヨルバ人が中心である。